# هواپیمایی ادیل
هواپیمایی ادیل (عربی: طيران أديل) شرکت هواپیمایی در عربستان سعودی است، که در سال ۲۰۱۶ تأسیس شد.